# Facidia pilosum
Facidia pilosum là một loài bướm đêm trong họ Erebidae.